# 율리사
율리사(栗里祠)는 대한민국 충청남도 서천군 비인면 율리에 있는, 고려시대의 장군 신숭겸을 중심으로 평산 신씨 7인의 위패를 모신 사당이다. 1988년 8월 30일 충청남도의 문화재자료 제303호로 지정되었다.

## 개요
고려시대의 장군 신숭겸을 중심으로 평산 신씨 7인의 위패를 모신 사당으로 원래는 문중사당으로 세덕사라 불리었다.
신숭겸(？∼927)은 몸집이 크고 무예가 뛰어났으며 왕건을 도와 고려를 건국하는데 큰 공을 세웠다. 고려 태조 10년(927) 대구 공산전투에서 후백제 견훤에게 포위당해 태조 왕건이 위급해지자 대신 왕건의 옷을 입고 싸워 전사한 인물이기도 하다.
처음에는 조선 철종 1년(1850)에 세덕사를 지어 모셨고 흥선대원군의 서원철폐령으로 철거되었다가 1918년에는 율리사로 바꿔 다시 지었다.
율리사는 앞면 3칸·옆면 1칸 건물이며, 지붕은 옆면에서 볼 때 사람 인(人)자 모양을 한 맞배지붕이다. 안에는 신숭겸 등 7인의 위패와 신숭겸 영정을 모시고 있다. 그 외에 내삼문, 강당, 율리세덕사유허비 등이 남아 있다.

## 같이 보기
- 신숭겸

## 참고 문헌
- 율리사 - 국가유산청 국가유산포털